# Aneflomorpha parowana
Aneflomorpha parowana är en skalbaggsart som beskrevs av Thomas Casey 1924. Aneflomorpha parowana ingår i släktet Aneflomorpha och familjen långhorningar. Inga underarter finns listade i Catalogue of Life.